# Mormonia laetitia
Mormonia laetitia är en fjärilsart som beskrevs av Karl Schawerda 1931. Mormonia laetitia ingår i släktet Mormonia och familjen nattflyn. Inga underarter finns listade i Catalogue of Life.